# Maissau
Maissau ist eine österreichische Stadtgemeinde mit 1965 Einwohnern (Stand 1. Jänner 2025) im Bezirk Hollabrunn in Niederösterreich.

## Geografie
Maissau liegt am Übergang vom Weinviertel zum Waldviertel am Ostabhang des Manhartsberges. Die Fläche der Stadtgemeinde umfasst 43,14 Quadratkilometer. 28,03 Prozent der Fläche sind bewaldet. Zwischen Klein-Burgstall und Eggendorf am Walde entspringt der Gscheinzbach, der in den Kamp entwässert und nördlich von Eggendorf entspringen der Ravelsbach, der Dürnbach, der Schleinzbach und der Straningbach, die in die Schmida entwässern.

### Gemeindegliederung
Seit 1972 umfasst das Gemeindegebiet folgende 10 Ortschaften (in Klammern Einwohnerzahl Stand 1. Jänner 2025):
- Eggendorf am Walde (153)
- Grübern (71)
- Gumping (23)
- Klein-Burgstall (41)
- Limberg (297)
- Maissau (925)
- Oberdürnbach (129)
- Reikersdorf (43)
- Unterdürnbach (226)
- Wilhelmsdorf (57)

Katastralgemeinden sind Eggendorf am Walde, Grübern, Gumping, Klein-Burgstall, Limberg, Maissau, Oberdürnbach, Reikersdorf, Unterdürnbach, Wilhelmsdorf.
Die Stadtgemeinde Maissau ist Mitglied der Kleinregion Manhartsberg.

### Eingemeindungen
Aus finanziellen und wirtschaftlichen Überlegungen erfolgte die Gemeindezusammenlegung (NÖ. Kommunalstrukturverbesserung) von Maissau mit Gumping am 1. Jänner 1968. Mit  1. Jänner 1970 fand die Eingliederung der ehemaligen Gemeinden Oberdürnbach, Wilhelmsdorf, Reikersdorf und Klein-Burgstall statt und mit 1. Jänner 1972 jene mit Limberg, Unterdürnbach, Grübern, Eggendorf am Walde.

### Nachbargemeinden
|                   | Burgschleinitz-Kühnring                     | Straning-Grafenberg       |
| Schönberg am Kamp | Kompassrose, die auf Nachbargemeinden zeigt | Sitzendorf an der Schmida |
|                   | Hohenwarth-Mühlbach am Manhartsberg         | Ravelsbach                |

## Geschichte

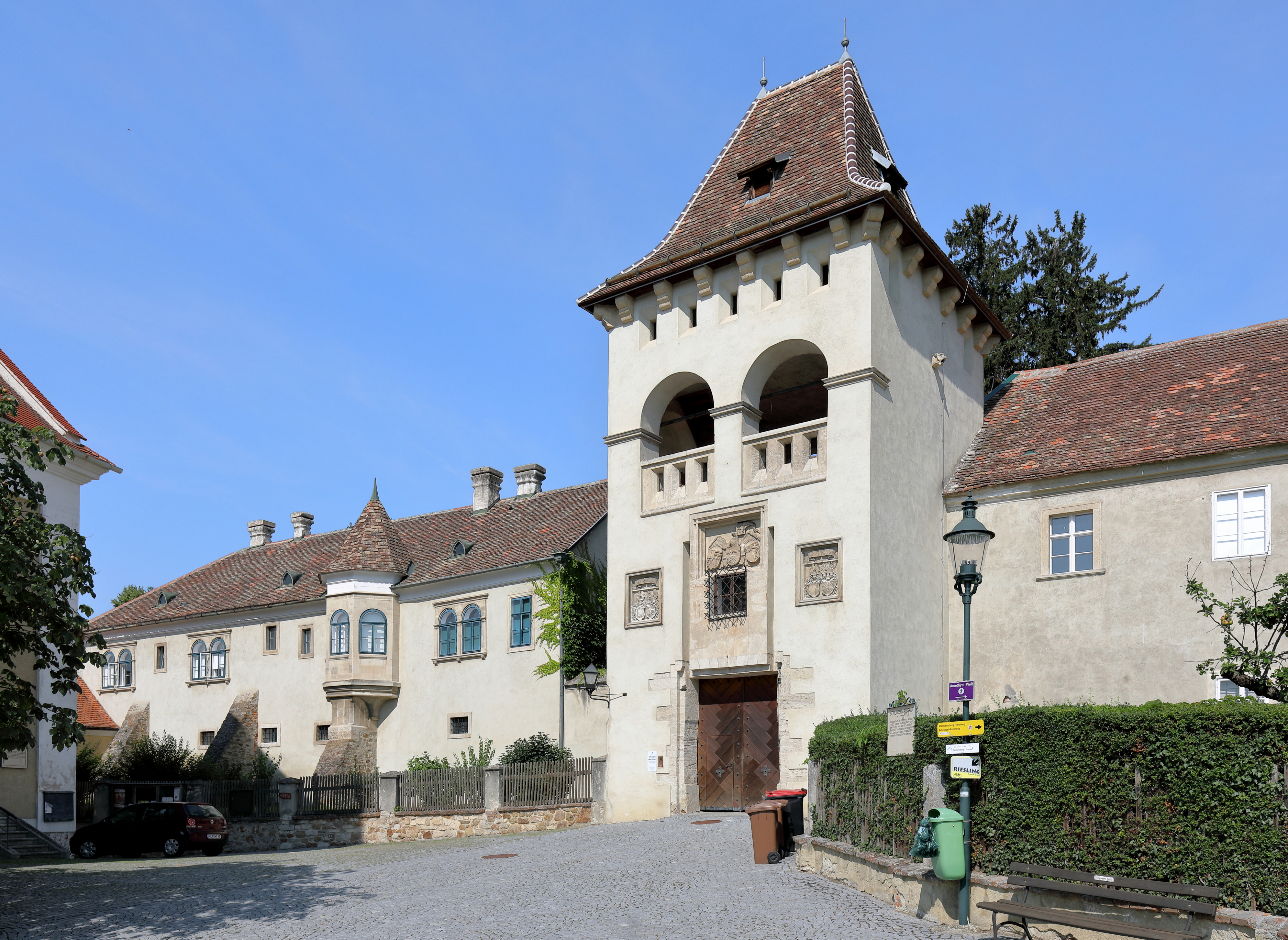
Burg Maissau

Die früheste Erwähnung von Maissau erfolgte im Jahr 1114. Im Klosterneuburger Traditionskodex ist dazu erwähnt, dass der Kastellan Otto von Mödling sein Gut in Maissau dem Stift Klosterneuburg schenkte.

### Bevölkerungsentwicklung
Die Einwohnerzahl nimmt seit 1981 wegen einer stark positiven Wanderungsbilanz zu, obwohl die Geburtenbilanz negativ ist.
| Maissau: Einwohnerzahlen von 1869 bis 2025          | Maissau: Einwohnerzahlen von 1869 bis 2025 | Maissau: Einwohnerzahlen von 1869 bis 2025 | Maissau: Einwohnerzahlen von 1869 bis 2025 | Maissau: Einwohnerzahlen von 1869 bis 2025 |
| --------------------------------------------------- | ------------------------------------------ | ------------------------------------------ | ------------------------------------------ | ------------------------------------------ |
| Jahr                                                |                                            |                                            |                                            | Einwohner                                  |
| 1869                                                | 1869                                       |                                            | 2.848                                      | 2.848                                      |
| 1880                                                | 1880                                       |                                            | 2.856                                      | 2.856                                      |
| 1890                                                | 1890                                       |                                            | 2.862                                      | 2.862                                      |
| 1900                                                | 1900                                       |                                            | 2.851                                      | 2.851                                      |
| 1910                                                | 1910                                       |                                            | 2.836                                      | 2.836                                      |
| 1923                                                | 1923                                       |                                            | 2.573                                      | 2.573                                      |
| 1934                                                | 1934                                       |                                            | 2.528                                      | 2.528                                      |
| 1939                                                | 1939                                       |                                            | 2.456                                      | 2.456                                      |
| 1951                                                | 1951                                       |                                            | 2.456                                      | 2.456                                      |
| 1961                                                | 1961                                       |                                            | 2.236                                      | 2.236                                      |
| 1971                                                | 1971                                       |                                            | 2.131                                      | 2.131                                      |
| 1981                                                | 1981                                       |                                            | 1.804                                      | 1.804                                      |
| 1991                                                | 1991                                       |                                            | 1.778                                      | 1.778                                      |
| 2001                                                | 2001                                       |                                            | 1.855                                      | 1.855                                      |
| 2011                                                | 2011                                       |                                            | 1.869                                      | 1.869                                      |
| 2021                                                | 2021                                       |                                            | 1.964                                      | 1.964                                      |
| 2025                                                | 2025                                       |                                            | 1.965                                      | 1.965                                      |
| Quelle(n): Statistik Austria, Gebietsstand 1.1.2021 |                                            |                                            |                                            |                                            |

## Kultur und Sehenswürdigkeiten

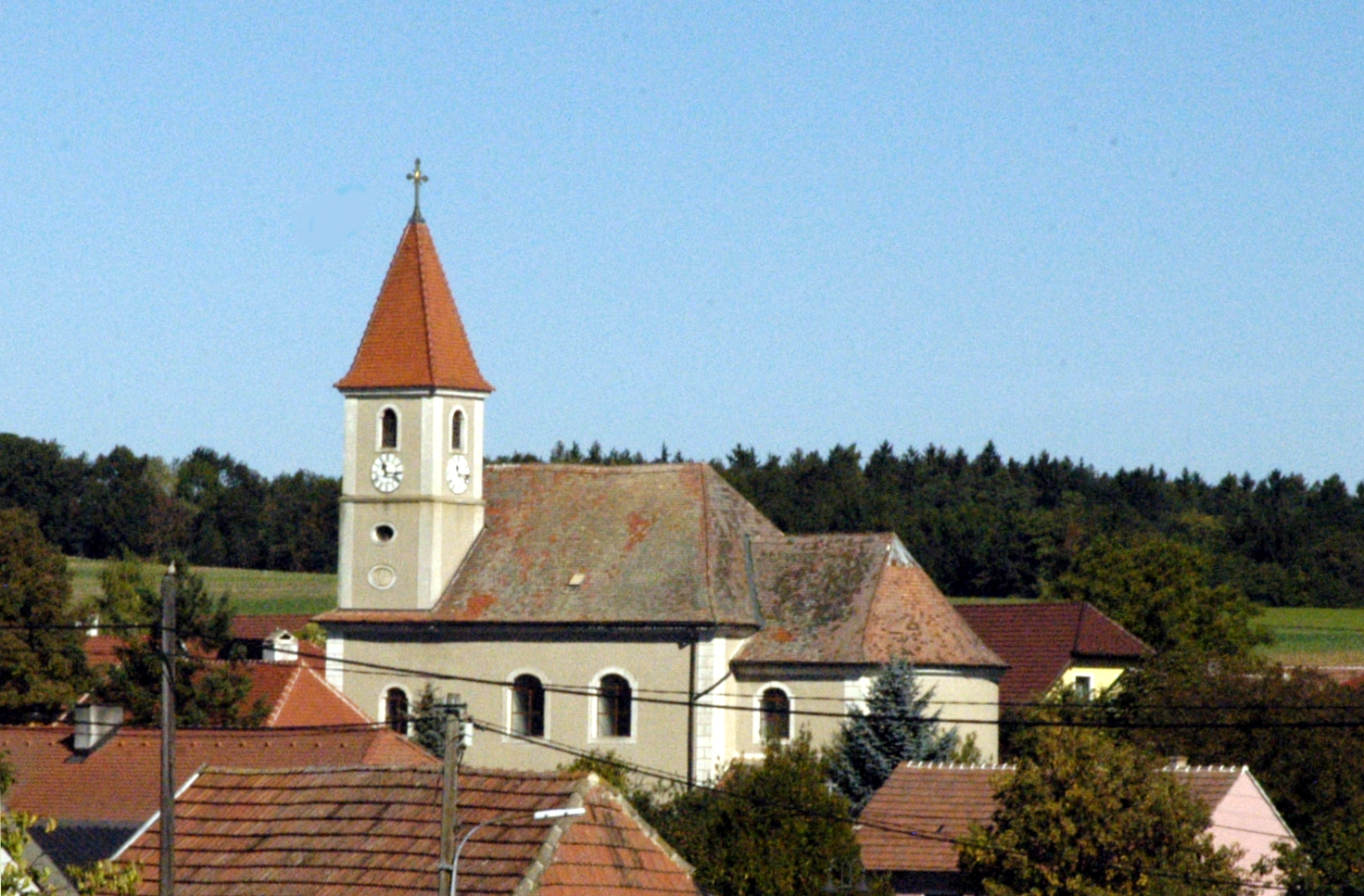
Pfarrkirche Eggendorf am Walde

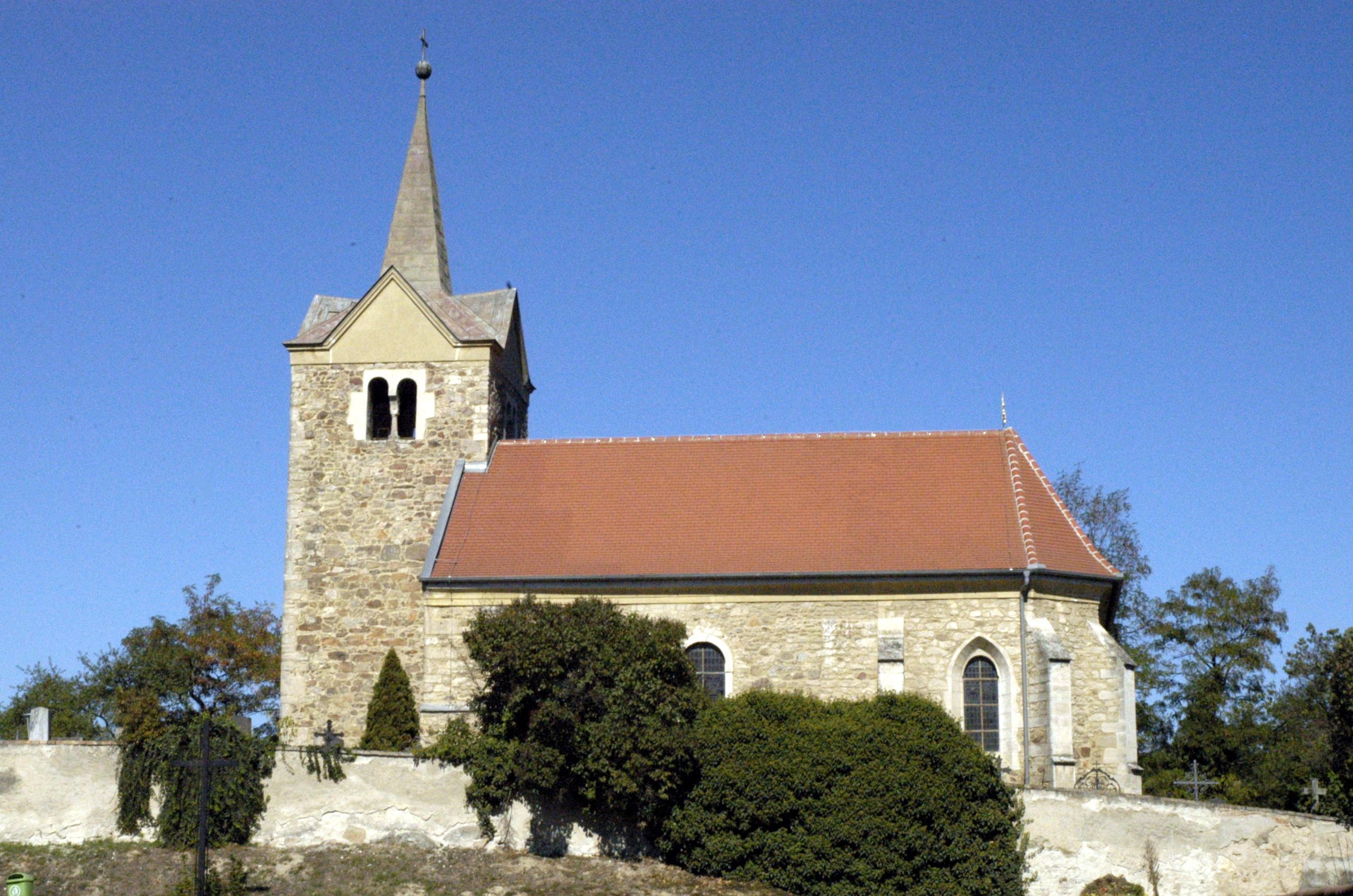
Pfarrkirche Limberg

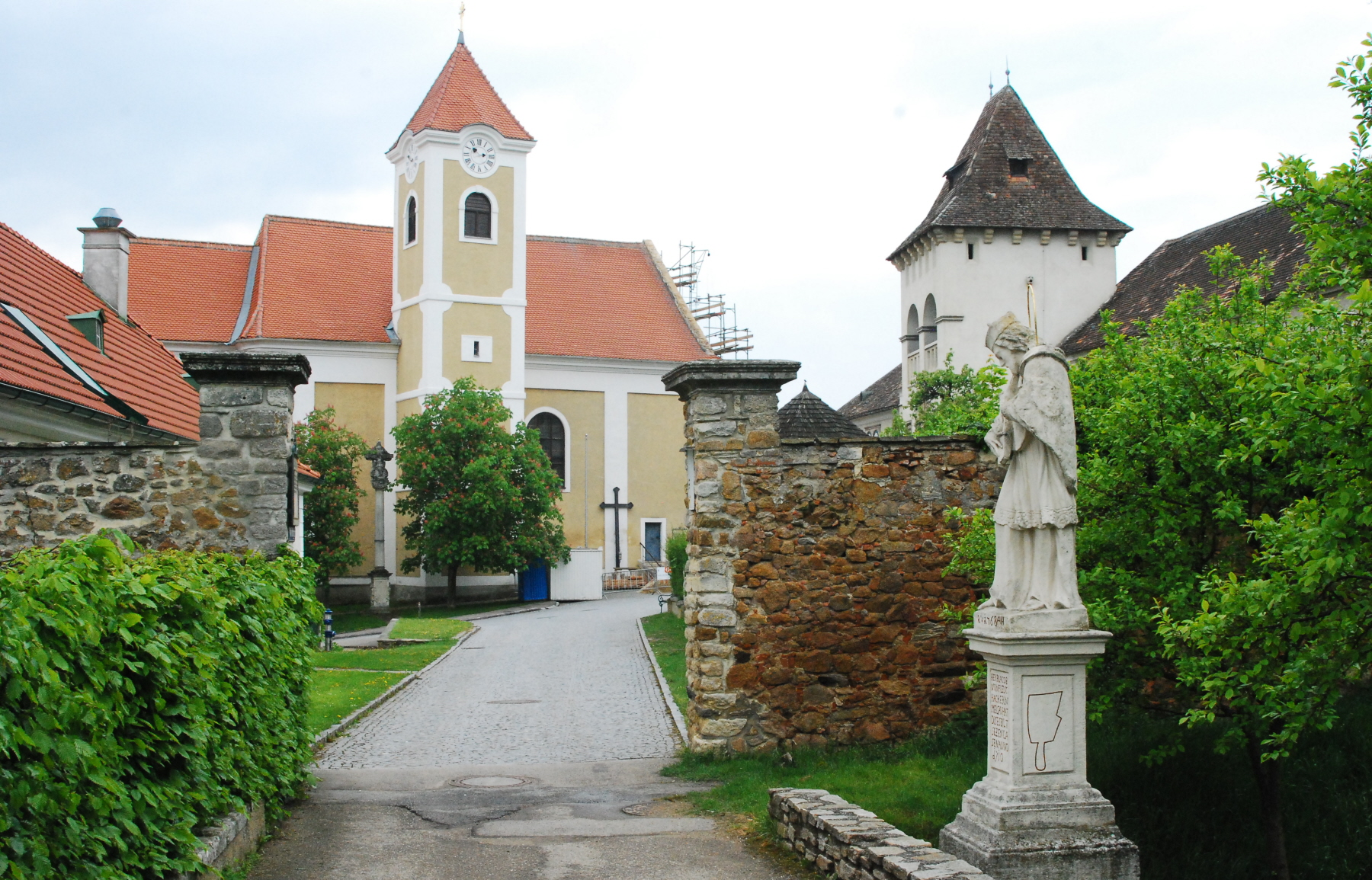
Pfarrkirche Maissau

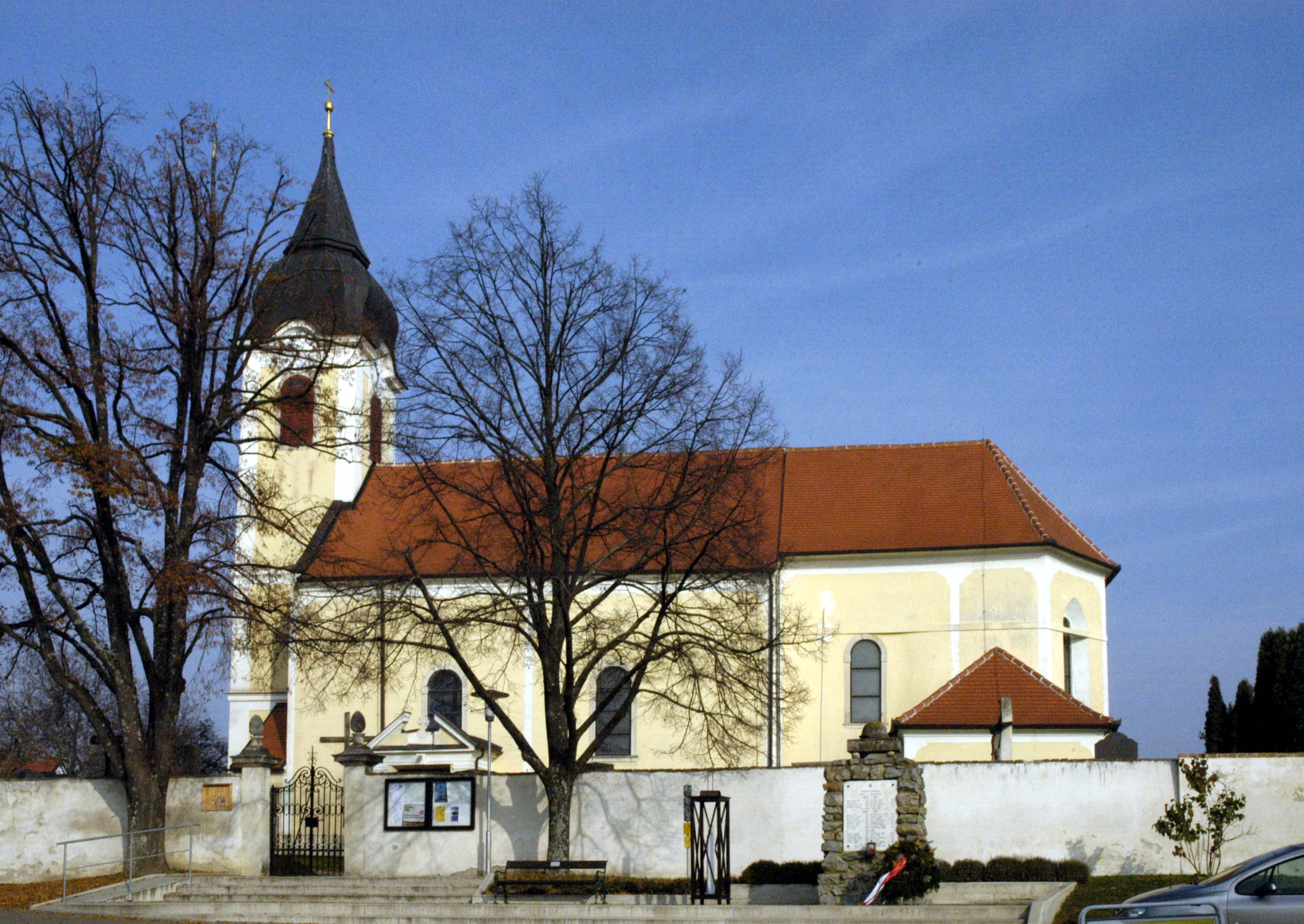
Pfarrkirche Unterdürnbach

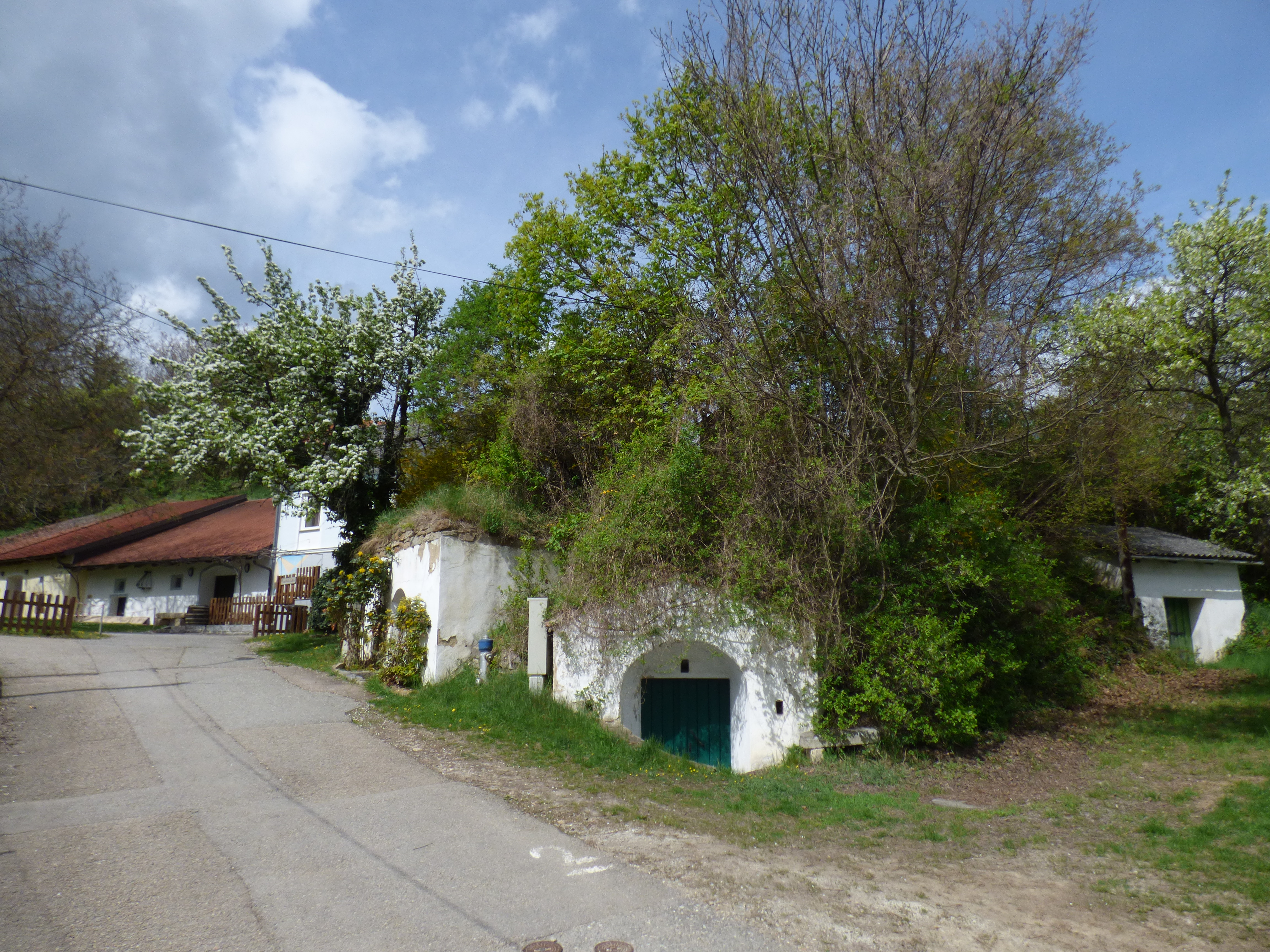
Kellergasse Viaduktgasse in Maissau

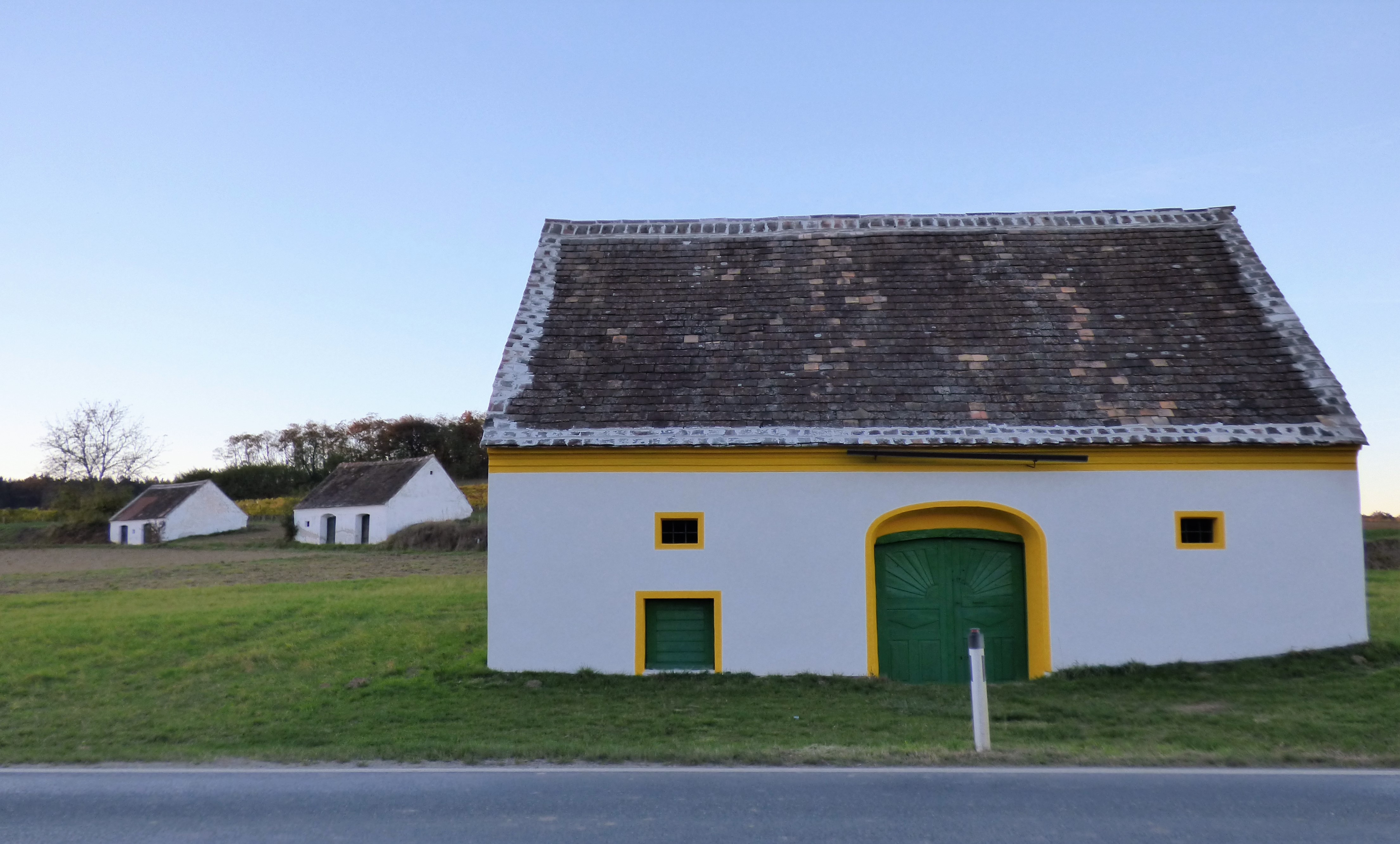
Kellergasse Kogelfeld in Grübern

- Schloss Maissau: Die 1122 erstmals urkundlich erwähnte Anlage wird heute privat genutzt und ist nur von außen zu besichtigen.
- Schloss Limberg: Ein im 16. Jahrhundert gebauter Vierkantbau, welcher sich heute im Privatbesitz befindet und nur von außen zu besichtigen ist.
- Amethystwelt Maissau: In Maissau befindet sich das größte Amethystvorkommen Europas. Ein freigelegter Amethystgang kann hier besucht werden.
- Katholische Pfarrkirche Eggendorf am Walde hl. Jakobus der Ältere
- Katholische Pfarrkirche Limberg hl. Jakobus der Ältere
- Katholische Pfarrkirche Maissau hl. Veit
- Katholische Pfarrkirche Unterdürnbach hl. Maria Magdalena
- Katholische Filialkirche Oberdürnbach hl. Katharina
- Katholische Ortskapelle Klein-Burgstall
- Die Amethystkapelle zum Hl. Geist in Grübern wurde 2013 errichtet.[5]
- Gottfried von Einem Haus: in Oberdürnbach in der ehemaligen Volksschule.

Regelmäßige Veranstaltungen
- Maissauer Faschingszug, alle 2 Jahre (gerade Jahreszahlen)
- Gottfried-von-Einem-Tage, alljährlich im Juni

## Wirtschaft und Infrastruktur
Im Jahr 2010 gab es 93 land- und forstwirtschaftliche Betriebe, davon 56 Haupterwerbsbetriebe. 1999 waren es 131 Betriebe mit 71 im Haupterwerb. Im Produktionssektor beschäftigten fünfzehn Betriebe 120 Arbeitnehmer. Etwa die Hälfte davon arbeitete im Baugewerbe, etwa ein Viertel jeweils mit der Herstellung von Waren und im Bergbau. Der Dienstleistungssektor gab in 104 Betrieben 356 Menschen Arbeit. Ein Drittel davon arbeitete im Handel, ein zweites Drittel in sozialen und öffentlichen Diensten (Stand 2011).

### Verkehr
- Bahn: Die Gemeinde Maissau liegt an der Franz.Josefs-Bahn. Vom Bahnhof Limberg-Maissau in Limberg gibt es Direktverbindungen nach Wien, Gmünd und Ceske Velenice.[9]
- Straße: In der Stadtgemeinde zweigt die Retzer Straße B35 von der Horner Straße B4, die auch Teil der Europastraße 49 ist, ab.[10]

### Bildung
In der Stadtgemeinde gibt es drei Kindergärten und eine Volksschule.

### Gesundheit
In Maissau ordiniert ein praktischer Arzt, weitere Ärzte und auch eine Apotheke befinden sich in den umliegenden Gemeinden.

## Politik

### Gemeinderat
Der Gemeinderat hat 19 Mitglieder.
- Nach den Gemeinderatswahlen in Niederösterreich 1990 hatte der Gemeinderat folgende Verteilung: 12 ÖVP, 6 SPÖ und 1 FPÖ.
- Nach den Gemeinderatswahlen in Niederösterreich 1995 hatte der Gemeinderat folgende Verteilung: 13 ÖVP, 5 SPÖ und 1 FPÖ.[13]
- Nach den Gemeinderatswahlen in Niederösterreich 2000 hatte der Gemeinderat folgende Verteilung: 12 ÖVP, 6 SPÖ und 1 FPÖ.[14]
- Nach den Gemeinderatswahlen in Niederösterreich 2005 hatte der Gemeinderat folgende Verteilung: 13 ÖVP und 6 SPÖ.[15]
- Nach den Gemeinderatswahlen in Niederösterreich 2010 hatte der Gemeinderat folgende Verteilung: 13 ÖVP, 5 SPÖ und 1 Grüne.[16]
- Nach den Gemeinderatswahlen in Niederösterreich 2015 hatte der Gemeinderat folgende Verteilung: 14 ÖVP, 4 SPÖ und 1 NEOS.[17]
- Nach den Gemeinderatswahlen in Niederösterreich 2020 hatte der Gemeinderat folgende Verteilung: 15 ÖVP, 3 SPÖ und 1 NEOS.[18]
- Nach den Gemeinderatswahlen in Niederösterreich 2025 hat der Gemeinderat folgende Verteilung: 14 ÖVP, 3 SPÖ und 2 FPÖ.[19]

### Bürgermeister
- 1960–1965 Josef Naderer (ÖVP)
- bis 2010 Martin Schmid (ÖVP)
- 2010–2022 Josef Klepp (ÖVP)
- seit 2022 Franz Kloiber (ÖVP)[20][21]

## Persönlichkeiten

### Ehrenbürger der Stadt
- Leopold Strenn († 2016), Gründungskapellmeister der Stadtmusik Maissau[22]

### Söhne und Töchter der Stadt
- Sigmund Adam von Traun (1573–1638), Adliger, Obersthofmeister, Hofkammerpräsident, Landmarschall und General-Landoberster in Österreich unter der Enns
- Ernst von Traun (1608–1668), Adliger und Militär
- Josef Naderer (1906–1965), Weingroßhändler, Politiker und Abgeordneter zum Landtag von Niederösterreich

### Mit der Stadt verbundene Persönlichkeiten
- Gottfried von Einem (1918–1996), österreichischer Komponist und Gerechter unter den Völkern, lebte und verstarb in Oberdürnbach bei Maissau
- Marianne Lembacher (* 1949), Landwirtin und Politikerin (ÖVP)
- Pius Martin Maurer (* 1971), Zisterzienser, Abt des Stiftes Lilienfeld ab 2019